# Martina Caramignoli
Martina Caramignoli parfois Martina Rita Caramignoli (née le 25 mai 1991 à Rieti) est une nageuse italienne, spécialiste de la nage libre.

## Biographie
Lors des Championnats d'Europe de 2014, Martina Rita Caramignoli est médaillée de bronze sur le 1 500 m nage libre.

## Palmarès

### Universiade
- Kazan 2013:  
  -  médaille de bronze sur 1 500 m nage libre.
- Gwangju 2015:  
  -  médaille en or sur 1 500 m nage libre.
  -  médaille d'argent sur 800 m nage libre.

### Championnats d'Europe

#### En grand bassin
- Championnats d'Europe 2014 à Berlin (Allemagne) :
  -  médaille de bronze sur 1 500 m nage libre.

#### Petit  bassin
- Championnats d'Europe 2019 à Glasgow (Royaume-Uni) :
  -  médaille de bronze sur 800 m nage libre[1].
- Championnats d'Europe 2021 à Kazan (Russie) :
  -  médaille de bronze sur 800 m nage libre